# Традиционная китайская медицина
Традиционная китайская медицина (ТКМ, англ. Traditional Chinese Medicine, TCM) — система современных учений и практик, созданная в КНР в 1950-х годах на основе древних китайских трактатов.
В медицинской науке и, в частности, в доказательной медицине, традиционная китайская медицина рассматривается как псевдонаучная и основанная на метафизических предпосылках.
В середине 1950-х годов в Китае был возрождён интерес к древним учениям и практикам, поскольку в КНР периода правительства Мао не хватало квалифицированных врачей. В это время ТКМ окончательно сформировалась как вид альтернативной медицины и стала позиционироваться правительством как национальное достояние, символ Китая, как научная дисциплина. После 1972 года, когда границы стали более прозрачными, ТКМ получила заметное распространение в западных странах. Мода на китайскую медицину была стимулирована правительством КНР с целью развития экспорта препаратов, материалов и инструментов, используемых в практиках ТКМ.
ТКМ является объектом критики из-за отсутствия у неё научных оснований, по причине её использования взамен общепринятой медицины при сомнительной эффективности, возможности побочных эффектов, употребления токсичных и заражённых микроорганизмами препаратов, угрозы экологии из-за уничтожения животных и растений, в том числе редких и исчезающих видов, способствования созданию чёрного рынка органов животных и нелегальной торговле ими.
По данным МОЗ КНР за последние 60 лет (1949—2009) средняя продолжительность жизни увеличилась с 35 до 73 лет. Это напрямую связано с внедрением в Китае современной научной медицины взамен традиционной и с прогрессом медицинских наук.

## Основные положения
Основные положения китайской медицины и китайской философии, сформировавшиеся к середине первого тысячелетия до нашей эры, изложены в обобщающих концептуальных сочинениях того времени:
- И Цзин (易經) — «Книга Перемен»,
- Дао Дэ Цзин (道德經) — «Трактат о Дао и Дэ», автор Лао Цзы,
- Шэнь Нун Бэньцаоцзин[англ.] (神農本草經) — «Трактат о лекарственных средствах императора Шэнь-нуна»,
- Хуан Ди Нэйцзин[англ.] (黃帝內經) — «Трактат о внутреннем Жёлтого Императора Хуан-ди»,
- Наньцзин (трактат)[англ.] (難經) — Трактат «Трудные вопросы [медицины]».

Значение этих сочинений исключительно важно для китайской философии даже в большей степени, чем для китайской медицины, поскольку считается, что в период царствования императора Цинь Шихуанди (259—210 до н. э.) все книги по философии были по его приказу уничтожены, кроме трактатов с медицинской направленностью.
Традиционная китайская медицина рассматривает человека как часть природы и органически целое, центральное место в котором занимают «плотные» и «полые» органы, а внутренние коммуникации обеспечивается системой меридианов.
Все явления окружающего мира, включая человека и природу, интерпретируются китайской медициной как взаимодействие между двумя началами инь и ян, представляющими собой противоположные аспекты единой действительности. Возникновение и развитие болезни рассматриваются китайской медициной как результат борьбы между защитными силами организма и вызывающим болезнь нарушением, как проявление неуравновешенности между инь и ян или как результат внутренних причин, действующих внутри человеческого организма.
В середине XX века руководство Китая приложило усилия к тому, чтобы в теориях и практиках традиционной китайской медицины объединить подходы западной и восточной медицины.
Известный в России доктор традиционной китайской медицины Сюн Сюечи утверждает, что «испокон веков китайцы работают над устранением причины болезни, а не ее симптомов».

### Девять законов медицины
«От Неба и Земли происходит все великое множество предметов; и от Начала до Завершения ими управляют Девять законов.»— Хуан Ди Нэйцзин. Цит. по: 
В трактате «О внутреннем» (Нэйцзин) выделено девять основных категорий, или законов медицины. Эти законы сопоставлены частям тела человека:
|     | Категория    | Соответствие в теле человека                                    |
| --- | ------------ | --------------------------------------------------------------- |
| 1-й | Небо         | Кожа                                                            |
| 2-й | Земля        | Плоть                                                           |
| 3-й | Человек      | Кровь и пульсирующие сосуды                                     |
| 4-й | Время        | Связки                                                          |
| 5-й | Звук         | Слух                                                            |
| 6-й | Ритм         | Инь-Ян                                                          |
| 7-й | Звезды       | Зубы, лицо, глаза                                               |
| 8-й | Ветер        | Энергия ци                                                      |
| 9-й | Пространство | Девять отверстий организма и триста шестьдесят пять его сосудов |

#### Небо, земля, человек
Первые три закона — Небо, Земля и Человек — символизируют весь комплекс взаимоотношении, которые только могут возникнуть между Космосом, непроявленной Природой и объединяющей её серединой, которую представляет человек. Философ Мэн-цзы объясняет эти три закона с позиции внутреннего сознания человека:

Тот, кто до предела совершенствует своё внутреннее сознание, тот познает свою природу (то есть Землю); тот, кто познает свою природу, тот познает Небо".
В трактате Наньцзин («Трудные вопросы») законы Небо, Земля и Человек проявляются специальным органом «три обогревателя» (сань-цзяо), где верхний обогреватель соответствует Небу, средний — Человеку, а нижний — Земле.
В области исследования пульса на лучевой артерии руки также выделяется три уровня, следующих Небу, Человеку и Земле — верхний, средний и нижний.

#### Остальные категории
Время — категория, на основе которой понимаются суточные и сезонные изменения активности важнейших органов и циркуляция ци и крови по организму. В трактате Наньцзин говорится, что «за целые сутки, пока из водных часов клепсидры изольется сто капель воды, питающая чистая энергия инь-ци и защитная мутная энергия вэй-ци совершат двадцать пять переходов в области Ян тела и двадцать пять переходов в области Инь тела, что составляет целый оборот энергии». Также выводится зависимость между временем года и характером пульса человека.
Звук — посредством звука или вибрацией определенной частоты может быть выражено состояние любого явления. Когда древний философ приступал к исследованию предмета, он обращал всё внимание не на интеллектуальную его оценку, но на трансцендентальное интуитивное восприятие состояния его «энергетической вибрации». В Наньцзин говорится: «Тот, кто слушает и познает, именуется совершенномудрым… (он) вслушивается в звуки и после этого приступает к лечению больного. Тот, кто познает внутреннюю сущность предметов, имеет мудрость, превосходящую все мыслимое.» Это можно понимать так: уяснение биоэнергетического состояния пациента уже позволяет определять болезнь и выбирать методы лечения.
Ритм — из концепции инь-ян вытекает концепция пяти первоэлементов (у-син), которые составляют основу всех вещей и явлений. Пять плотных органов (чжан) разделены по пяти первоэлементам. В эмоциональной сфере человека пяти первоэлементам соответствуют пять эмоций, а в духовной сфере — пять духов. Выделяются также пять цветов, пять звуков, пять сезонных вредоносных биоклиматических влияний на человека, пять видов жидкостей организма и т. д. Среди ритмических характеристик, которым подчинена человеческая жизнь, выделяется дыхание, ритм пульса, смену дня и ночи, сезоны года и годичные циклы, в соответствии с которыми меняется активность функциональных систем организма.
Звезды — этому закону подчиняется человеческая жизнь. Имеется в виду влияние фаз Луны, движения планет, положение Солнца и звезд в зодиакальных знаках на здоровье и судьбу человека.
Ветер — этим законом определяется влияние ветров на самочувствие, а также состояние всего энергетического потенциала человека, обозначаемого понятием жизненные силы ци.
Пространство — этим законом определяется влияние болезни, присутствующей на том или ином плане нашего многомерного мира, на общий ход течения патологических процессов в организме. Врач должен учитывать «тонкие» составляющие заболевания, например, те, которые определяются экстрасенсорно (согласно современным трактовкам). Древние философы были знакомы с концепцией многомерности мироздания. Так, например, некоторые виды жизненной силы ци, движущейся по каналам внутри тела, представлены на более «тонких» пространственных мерностях.

### Инь-ян
Учение об инь и ян составляет мировоззренческую основу традиционной китайской медицины. Все явления окружающего мира, включая человека и природу, интерпретируются китайской медициной как взаимодействие между двумя началами инь и ян, представляющими собой различные аспекты единой действительности.

## Первоисточники традиционной китайской медицины

### Нэй цзин
Согласно мнению большинства комментаторов, священная книга «Нэй цзин», авторство которой приписывают легендарному императору Хуан-ди, (на самом деле) была написана (или составлена) многими знаменитыми врачами-иглоукалывателями в период «борющихся царств» (примерно за пятьсот лет до Рождества Христова) во времена правления Ханьской династии, которое закончилось во втором веке нашей эры.
В первоначальном варианте «Нэй цзин» содержала девятнадцать глав и состояла из двух частей, из которых первая называлась «Су вэнь», а вторая — «Трактат по акупунктуре» (впоследствии её назвали «Линь шу»).
«Нэй цзин» является самым древним медицинским трактатом из числа сохранившихся до наших дней. Он является основой и наиболее фундаментальным текстом по традиционной китайской медицине, содержащим в себе совокупность опыта использования акупунктуры. В ней также обобщены почти все школы философской мысли Древнего Китая:
- конфуцианство,
- «космологическая школа Инь-Ян»,
- школа пяти стихий
- даосизм

Она включает в себя сведения по:
- анатомии,
- физиологии,
- патологии,
- гигиене,
- методам лечения посредством иглоукалывания
- назначения лекарственных средств.

Однако эта книга непроста — не учебник метафизических знаний. Книга является прежде всего плодом наблюдений и экспериментирования и для формирования концепции «энергии» в ней были использованы самые разные течения мысли из числа существовавших в эпоху её создания.

## Методы диагностики
В области диагностики болезней китайская медицина использует:
- Четыре метода исследования
- Восемь руководящих принципов
- Синдромы плотных и полых органов, шести каналов
- Синдромы трёх обогревателей

## Методы лечения
При лечении заболеваний наибольшее внимание китайская медицина уделяет профилактике их возникновения. В этом отношении в настоящее время, как и тысячелетия назад, находит применение принцип «лечить пациента прежде, чем возникнет болезнь». Основным правилом лечения является устранение причины заболевания. К терапевтическим правилам относится также лечение пациента при строгом учёте его индивидуальной предрасположенности, географического положения и времени года.
Традиционная китайская медицина использует большое количество фармакологических средств, состоящих из частей растений, животных, человека и неорганических субстанций. Свыше 10 тысяч разных лекарственных препаратов продаётся на крупнейшем в мире внутреннем рынке и экспортируется в другие страны. Годовые продажи этих препаратов составляют десятки миллиардов долларов, причём значительную часть выручки получают за счет экспорта.
Китайская медицина явилась одной из причин истребления некоторых видов животных. В частности, применение рогов носорогов (цена которых на чёрном рынке очень высока) для лечения ревматизма, подагры и других заболеваний повлекло за собой массовое истребление носорогов в Южной Африке и, в частности, практически полное истребление северных белых носорогов. В рамках традиционной китайской медицины существует огромный спрос на кости тигров, жабры мант, плавники акул, рога антилоп, сушёных морских коньков, желчь медведей. Из пениса тигра, который вопреки отсутствию эмпирических доказательств некоторые жители Китая считают средством для улучшения потенции, варят суп. Миска такого супа может стоить несколько сотен долларов США.

## Традиционная китайская и западная медицина
Для традиционной китайской медицины характерны представления о меридианах, выступающих в качестве каналов движения жизненной энергии ци. Эти представления до сих пор базируются на метафизических принципах, характерных для донаучной медицины. Меридианы и соответствующие им точки рассматриваются современной наукой как вымышленные сущности.
Современные западные научные представления о человеческой анатомии также возникли на основании метафизических представлений донаучной медицины, таких как «жидкости» (гуморы), «мышцы» и др. В процессе становления научной медицины были установлены соответствия между этими метафизическими принципами и результатами эмпирических наблюдений, что привело к формированию современных анатомических знаний. Так, метафизические представления о жидкостях (гуморах) трансформировались в современные знания о кровеносной и лимфатической системах.
Традиционная китайская медицина строилась на иных представлениях. Так, идея «мышц» в ней отсутствовала. При этом существуют попытки установления аналогий между метафизическими представлениями о гуморальной циркуляции в западной традиции и движении ци в китайской.
Рядом исследователей предпринимались заметные усилия по установлению соответствия между современными научными представлениями о человеческой анатомии, в частности о сердечно-сосудистой, нервной и лимфатической системах, и меридианами. Однако достоверных научных доказательств подобных соответствий обнаружить не удалось.

## Клинические испытания
Практически все препараты традиционной китайской медицины оказались неэффективными; семь кокрановских обзоров традиционной китайской фармакологии не обнаружили у них терапевтического действия. Проблема заключается также в том, что многие клинические испытания проводятся в Китае и для них характерно крайне низкое качество и грубые методологические ошибки (в целом качество клинических испытаний, проводимых в Китае, как правило, не контролируется, и по данным анализа клинических испытаний, на основании которых регистрировали препараты в Китае, проведенного Управлением по контролю за качеством пищевых продуктов и лекарств, 1308 из 1622 заявок на регистрацию содержали или явно сфабрикованные, или глубоко ошибочные и неадекватные данные).

## Безопасность
Несмотря на натуральное происхождение препаратов традиционной китайской медицины, они не являются безвредными (в ряде стран их регистрируют как биологически активные добавки, в результате контроль их качества намного ниже, чем при регистрации настоящих лекарств). Известны случаи обнаружения в препаратах китайской медицины токсичных веществ, не указанных в составе препарата, что обусловливает риск тяжёлых побочных эффектов. Например, приём биологически активных добавок с эфедрой (ма хуанг) приводил к инфарктам и инсультам, вследствие чего эти добавки были запрещены на рынке США. Иной раз даже тяжёлые побочные действия могут долго не привлекать внимания регулирующих органов — в частности, так было с препаратами, содержащими аристолохиевую кислоту и вызывающими тяжёлые поражения почек и отказ печени.